# 交響曲第3番 (シューマン)
ロベルト・シューマンの交響曲第3番変ホ長調作品97「ライン」（Sinfonie Nr. 3 Es-Dur op. 97 "Rheinische" ）は、1850年に作曲され、1851年2月6日にデュッセルドルフにおいてシューマン自身の指揮によってデュッセルドルフ交響楽団により初演された。シューマンが完成させた交響曲としては、実質的には4番目で最後のものに当たるが、2番目のものは後年改訂出版されて「第4番」とされたため、第3番に繰り上がった。「ライン」の副題はシューマン自身が付けたものではない。演奏時間約35分。
日本初演は1927年9月25日、日本青年館にて近衛秀麿と新交響楽団によって行われた。シューマンの交響曲の中で最も早く日本で演奏された。

## 作曲の経緯など

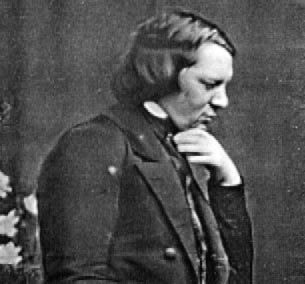
1850年頃のシューマン《ダゲレオタイプにて写真撮影》

- 1847年5月に長男を失い、11月、盟友であったフェリックス・メンデルスゾーンの死によって、シューマンは打撃を受けた。しかし、フェルディナント・ヒラーの後任としてドレスデンの男声合唱団の指揮をすることになり、シューマンはこれを混声合唱団に拡大するなどして力を注いだ。
- 1849年5月にドレスデンで革命蜂起（ドレスデン五月蜂起）が起こると、シューマンは心情的には自由主義の立場にあったが、精神障害や家族の安全のこともあってマクセンに避難する。この間、革命的な音楽や行進曲を作曲している。さらに、8月のゲーテ生誕100年記念祭に向けて、『ゲーテのファウストからの情景』の作曲をすすめ、ピアノ曲集『森の情景』を完成させた。
- 1850年、再びヒラーの後任としてデュッセルドルフの管弦楽団・合唱団の音楽監督に招かれる。9月に同地に到着したシューマン夫妻は盛大な歓迎を受けた。シューマンはライン川沿岸を好んで散歩し、9月と11月にはライン川上流に位置するケルンにも足を延ばした。壮麗なケルン大聖堂に感銘を受け、折しもこの時期に挙行されたケルン大司教ヨハネス・フォン・ガイセルの枢機卿就任式の報に接し、交響曲の霊感を得たという。シューマンは同11月にチェロ協奏曲を完成させると、ただちに交響曲の作曲に取りかかって、12月には完成している。「ライン」の副題は、シューマン自身が付けたものではないとしても、シューマンがライン川の川下りやそれを取り巻く環境に大いに触発され、その音楽もまた関連が深いことは間違いなく、第1楽章（ローレライ）、第2楽章（コブレンツからボン)、第3楽章（ボンからケルン)、第4楽章（ケルンの大聖堂)、第5楽章（デュッセルドルフのカーニヴァル）と関係が深くなっている。

## 楽器編成
フルート2、オーボエ2、クラリネット2、ファゴット2、ヴァルヴホルン2、ナチュラルホルン2、トランペット2、トロンボーン3（アルト・テナー・バス各1）、ティンパニ、弦五部。

## 構成

### 第1楽章　生き生きと（Lebhaft）
速度・表情の指示はドイツ語による。変ホ長調。3/4拍子。ソナタ形式。

第1主題が勢いよく呈示される。シンコペーションを使ったリズム変化で、滔々と流れる印象を聴き手に与える。第2主題は木管による哀愁を帯びたもの。コデッタは第1主題の動機に基づいており、この提示部はシューマンの交響曲の第1楽章としては唯一反復指定がない。185小節目から始まる比較的長めの展開部は、二つの主題や経過句の動機を使い、後半でホルンの斉奏が第1主題の拡大形を勇壮に示して再現部へとつなげる。

### 第2楽章　スケルツォ　きわめて中庸に（Sehr mäßig）
ハ長調。3/4拍子。中間部を二つ持つABABAの形式。
スケルツォとされるが、諧謔味は薄く、Aはたゆたうようなリズムが特徴的。Bはイ短調で管楽器の柔らかい響きが目立つ。

### 第3楽章　速くなく（Nicht schnell）
変イ長調。4/4拍子。

細かく見れば、ほぼABCBCAの形式と見られるが、各部の区分はあまり明確でない。Aは木管による親密な表情で呼びかけるような旋律、Bは弦による音階上昇の動機、Cは逆に下降する動機が特徴的。金管はほぼ沈黙し、終始静かに演奏される。

### 第4楽章　荘厳に（Feierlich）
楽譜の調記号は変ホ長調だが、実際の響きは変ホ短調。4/4拍子。

当初「厳かな式典の伴奏のような性格で」と記され、ケルンでの枢機卿就任式の儀式の雰囲気を模したことが認められる。金管がコラール風の息の長い旋律を示し、これがカノン風に繰り返される。そこから派生した低弦の動きのある短い動機が加わり、再び初めの旋律に戻るという、ほぼ3つの部分で構成されている。この楽章の素材が次の楽章でも活躍することから、フィナーレへの序奏としての性格も持っていると考えられる。

### 第5楽章　フィナーレ　生き生きと（Lebhaft）
変ホ長調。2/2拍子。
金管のファンファーレを伴う、活気のある第1主題が弦によって示される。第2主題は明確には認められない。金管の走句がたびたび挿入され、祝祭的気分を盛り上げる。展開部では第4楽章の主題も登場し、再現部に向けて長いクレッシェンドを築く。コーダで再び第4楽章の主題を用いて高揚し、全曲を明るく結ぶ。

## オーケストレーションの変更・改訂
かつてシューマンの交響曲は、様々な指揮者により様々なオーケストレーションの変更が行われていた。その理由としては、楽器の重ね過ぎを間引きするためや、楽器（主に金管）の性能向上によるパッセージの旋律化などが挙げられる。中でもこの曲はオーケストレーションに手を加えられる機会が他の交響曲よりも多かったようである。
代表的な例としてはグスタフ・マーラーによる「マーラー版」が挙げられる。マーラーが晩年に常任指揮者を務めていたニューヨーク・フィルハーモニックで1911年1月に演奏する際に用意したもので、一部で楽器の変更や奏法の変更がなされており、両端楽章ではトランペットとティンパニの出番が削減され、フレージングを明確にしたり、音量バランスの変更やテンポ変化の指示が加えられている。トスカニーニ、チェッカート、シャイー（ライプツィヒ・ゲヴァントハウス管弦楽団との新盤）、スダーンがマーラー版による録音を残している。ブライトコプフ・ウント・ヘルテル社やウニヴェルザール出版社に依頼すればスコアの入手も可能である。
マーラー版のオーケストレーションを一部採用した指揮者としては、ジュリーニ、ロジェストヴェンスキー、セル、ワルター、ヴァント、メータ、パレー、セムコフ、ムーティ（フィルハーモニア管）などが挙げられる。この中でもジュリーニ、ロジェストヴェンスキー、セルはかなりマーラー版に近い。
レイボヴィッツはマーラー版を下敷きとしながらも更に手を加えた、さながらレイボヴィッツ版とでもいうべき録音を残している。興味深いことに、シューリヒトはパリ音楽院管弦楽団との録音において、レイボヴィッツとほぼ同じ変更をしている。このことは、レイボヴィッツがパリ音楽院で教鞭をとっていたことと何か関連があるかも知れない。ちなみにシューリヒトはシュトゥットガルト放送交響楽団とこの曲を再録音しており、こちらも旧録音とほぼ同様の改訂を行っているが一部を原典通りに戻している。
クレンペラーもマーラー版を下敷きとしながら、一部クレンペラー独自の改訂を加えている。